# Gastroplakaeis delicatula
Gastroplakaeis delicatula is een vlinder uit de familie van de spinners (Lasiocampidae). De wetenschappelijke naam van de soort is voor het eerst geldig gepubliceerd in 1911 door Aurivillius.